# Астапов Дмитро Анатолійович
Дмитро́ Анато́лійович Аста́пов (1983-2015) — старший солдат Збройних сил України, учасник російсько-української війни.

## Короткий життєпис
Закінчив Дніпропетровський національний університет імені Олеся Гончара (механіко-математичний факультет).
Член МГО «Ідейна варта».
У часі війни — стрілець, 11-й окремий мотопіхотний батальйон.
11 травня 2015-го загинув поблизу Опитного під час виконання бойового завдання — підірвався на вибуховому пристрої при проведенні розвідки.
Похований в місті Дніпропетровську на Краснопільському цвинтарі.

## Нагороди та вшанування
За особисту мужність і героїзм, виявлені у захисті державного суверенітету та територіальної цілісності України, вірність військовій присязі під час російсько-української війни, відзначений — нагороджений
- 13 серпня 2015 року — орденом «За мужність» III ступеня (посмертно).
- 21 травня 2016-го у місті Яворів проводився відкритий турнір зі стрільби із пневматичної зброї на честь Дмитра Астапова.